# Norwegische Badmintonmeisterschaft 1961
Die Norwegische Badmintonmeisterschaft 1961 fand in Oslo statt. Es war die 17. Austragung der nationalen Meisterschaften von Norwegen im Badminton.

## Titelträger
| Disziplin    | Sieger                         |
| ------------ | ------------------------------ |
| Herreneinzel | Hans Sperre                    |
| Dameneinzel  | Randi Holand                   |
| Herrendoppel | Harald Nettli Per Corneliussen |
| Damendoppel  | Randi Holand Ragnhild Holand   |
| Mixed        | Hans Sperre Randi Holand       |